# Doline Eyenga
Pour les articles homonymes, voir Eyenga.
Doline Eyenga est une joueuse camerounaise de basket-ball.

## Carrière
Doline Eyenga évolue en équipe du Cameroun dans les années 1970 et 1980. Elle remporte la médaille de bronze au Championnat d'Afrique féminin de basket-ball 1983 et au Championnat d'Afrique féminin de basket-ball 1984, ainsi que la médaille d'argent aux Jeux africains de 1978.